# Djuptjärnen (Gideå socken, Ångermanland)
Djuptjärnen är en sjö i Örnsköldsviks kommun i Ångermanland och ingår i Husåns huvudavrinningsområde.